# لورينزو بينديتي
لورينزو بينديتي (بالإيطالية: Lorenzo Benedetti)‏ هو لاعب كرة قدم إيطالي، ولد في 24 يونيو 1992. شارك مع Italy national football C team ‏. أما مع النوادي، فقد لعب مع فيورنتينا ونادي لوكيزي.

## وصلات خارجية
- لورينزو بينديتي على موقع قاعدة بيانات كرة القدم.إي يو (الإنجليزية)